# Samuel Loomis
Pour les articles homonymes, voir Loomis.
Samuel Loomis est un personnage de la série de films d'horreur Halloween qui essaie d'établir un contact avec Michael Myers enfant après que celui-ci a sauvagement assassiné Judith sa grande sœur, en vain. Il revient par la suite empêcher Michael adulte de tuer les autres membres de sa famille. Il disparaitra de la saga originale à l'épisode 6, La Malédiction de Michael Myers, à un âge avancé, sans que l'on sache s'il s'est fait tuer par Michael Myers.
Le personnage du psychiatre reviendra dans le remake du premier film, reboot de la série, ainsi que dans sa suite, où à chaque fois il meurt presque sous les mains de Michael Myers ou avec son arme de prédilection, en référence à la saga originale où on le croit mort plus d'une fois. Ce nouveau personnage, plutôt qu'un ennemi sensible et acharné de Michael, est cette fois un véritable anti-héros et un personnage tout à fait secondaire.

## Biographie de fiction

### Halloween, La Nuit des masques
Sam Loomis est le psychiatre de Michael Myers depuis que celui-ci est interné au sanatorium Smith's Grove, après avoir tué sa sœur. Pendant toute la durée de son internement, Loomis essaye de comprendre les raisons d’un tel drame. Malheureusement, Myers reste muet. Il comprend alors qui est vraiment son patient. Un homme sans aucune conscience. Après son évasion, Loomis tente désespérément de faire entendre à ses chefs à quel point Myers est dangereux, mais en vain. Seul, il se lance à la poursuite du criminel évadé jusqu'à Haddonfield. Durant la nuit du 31 octobre 1978, il cherche, avec l’aide du shérif, la trace de Michael Myers. Finalement, le docteur Loomis, alerté par les hurlements de deux enfants, finit par le retrouver alors qu’une jeune fille, Laurie Strode, est en train de se faire étrangler par Myers. Loomis lui tire 6 balles dans le corps le faisant tomber par l'une des fenêtres du premier étage. Mais quand il ressort pour voir le corps de l'assassin, ce dernier a disparu.

### Halloween 2
Durant cette même nuit, Loomis continue de chercher son ancien patient avec la police d’Haddonfield. Loomis et les policiers se rendent dans une école pour y trouver des éventuelles traces de passage de Michael Myers. Ils découvrent le mot « Samhain » en lettre de sang sur le tableau. Ensuite, Loomis est prié, par un agent fédéral, de retourner à l'hôpital psychiatrique et laisser la police faire son travail. Durant le trajet, il apprend de la bouche de l’infirmière Marion Chambers que Laurie Strode, la jeune fille agressée par Myers, est en réalité la sœur du tueur. Loomis comprend aussitôt pourquoi Myers est revenu dans sa ville natale : il veut tuer sa seconde sœur, ainsi que quiconque se mettra en travers de son chemin ! Menaçant l'agent avec son revolver, le docteur l'oblige à faire demi-tour pour retourner à l'hôpital d'Haddonfield. Il arrive à temps pour sauver Laurie, Loomis vide une seconde fois son chargeur sur l'assassin, ce qui ne l’arrête pas. Réfugié avec la jeune fille dans une salle d'opération, Loomis est blessé au ventre d'un coup de scalpel. Il ouvre toutes les bouteilles de gaz inflammable de la salle, ordonne à Laurie de s'enfuir, puis allume son briquet, provoquant une terrible explosion et se sacrifiant par la même occasion. Il en ressort gravement blessé.

### Halloween 4: Le Retour de Michael Myers
Apprenant que l'on a transféré le tueur sans le prévenir, le docteur Samuel Loomis, largement handicapé lors de l'explosion de l'hôpital d'Haddonfield, vient prévenir ses supérieurs du danger que représente Michael Myers. Il est trop tard : l'ambulance de transfert est retrouvée en contrebas d'un pont, et malgré les certitudes de la police (qui affirme que le prisonnier a dû être éjecté lors du choc), Loomis est persuadé que c'est son ancien patient le véritable "accident". Il prend alors la direction d’Haddonfield pour essayer de le retrouver. Le docteur et l'assassin se retrouvent face à face dans une station-service sur la route d'Haddonfield. Myers s'enfuit au volant d'une dépanneuse en faisant exploser les pompes à carburant, ainsi que la voiture de Loomis, lequel doit faire du stop pour rejoindre Haddonfield. Il parvient à convaincre le nouveau shérif, Ben Meeker, que Michael Myers est de retour dans sa ville natale. Le fait que les lignes téléphoniques externes soient coupées confirme les propos de Loomis. Ils vont retrouver Jamie Lloyd, la nièce de Myers, pour la protéger. Mais le tueur d’Halloween les retrouve, et une nouvelle confrontation se produit entre le docteur et son ancien patient. Plus tard, alors que les forces de polices ont réussi à abattre Myers, la jeune Jamie poignarde sa mère adoptive avec une paire de ciseaux. Loomis, alerté par les cris de la femme, se précipite et hurle « Non ! » en voyant la petite fille recouverte du sang de sa mère adoptive. Il dégaine son revolver, mais le shérif le désarme.

### Halloween 5: La Revanche de Michael Myers
Un an après les événements du précédent film, Loomis est conscient qu’il y a un lien psychique entre Jamie Lloyd et son oncle, c’est ce même lien qui a poussé la petite fille à poignarder sa mère adoptive. Il essaie de la convaincre de l’aider à trouver Michael Myers, mais la petite fille reste muette. Par la suite, après la mort de Tina, une amie, Jamie accepte de se mettre en danger pour aider Loomis à arrêter Michael pour de bon, ne pouvant plus continuer de croire qu'il y a quelque chose de bon en son oncle. Avec l'aide de Jamie, Loomis attire Michael vers la maison abandonnée où le tueur d'Halloween a vécu. Quand Michael pénètre à l'intérieur de la maison, Loomis le retrouve et tente de le raisonner. Alors qu'il essaie de prendre son couteau, Michael fait semblant de se rétracter, puis se jette sur lui, le blessant à l'estomac et brisant une vitre avec la tête de Loomis. Michael jette alors Loomis dans l'escalier. Plus tard, il attrape la petite fille pour attirer Myers dans un piège. Quand Myers arrive au bon endroit, Loomis fait tomber sur lui un filet pour l'emprisonner. Il se jette ensuite sur lui et utilise un pistolet tranquillisant pour l'affaiblir et le bat violemment avec une planche en bois, avant de s'effondrer sur lui.

### Halloween 6: La Malédiction de Michael Myers
Six ans après les événements de Halloween 5, après avoir entendu les appels à l’aide de Jamie Lloyd à la radio, le docteur Loomis décide de sortir de sa retraite pour traquer à nouveau le tueur d'Halloween. Loomis rencontre Tommy Doyle, l'enfant que Laurie Strode gardait dans le premier film, il lui annonce qu'une famille vit dans l'ancienne maison des Myers, et tous deux sont convaincus que Michael va revenir à Haddonfield. Il se rend chez les Strode pour les avertir du danger. Ensuite, Loomis et Tommy se rendent à l’hôpital psychiatrique et Loomis constate que l’homme en noir, qui avait emprisonné Michael Myers pendant six ans, est en réalité le docteur Wynn, un proche collaborateur. Après qu'il eut été invité à se joindre à la conspiration, Loomis, dégoûté, tente de le tuer avant d'être assommé par un membre du personnel. À la fin, Loomis retourne dans le bâtiment, le masque de Michael est retrouvé gisant sur le sol de la salle du laboratoire, un cri presque sardonique du Dr Loomis retentit...

### Halloween(2007)
Le jour d'Halloween, le docteur Sam Loomis rencontre la mère de Michael Myers à l’école car le cadavre d'un chat errant ainsi que plusieurs photos d'animaux morts ont été retrouvés dans son sac. Loomis essaye de lui faire comprendre que son fils a besoin d’aide. Plus tard, alors que Michael a commis l’impensable, le docteur Loomis est chargé de s’occuper de lui dans l’hôpital psychiatrique où Myers a été interné. Quinze ans plus tard, Michael s’évade en tuant plusieurs gardes. N'ayant été prévenu de son évasion que très tard, Loomis prend tout de suite la route pour Haddonfield, où il compte bien prévenir le shérif Brackett du danger qui attend sa ville. Loomis est persuadé que son patient représente le mal à l’état pur, il a d’ailleurs écrit un livre à ce sujet. Après que Loomis a réussi à retrouver son patient, celui-ci le blesse mortellement.

### Halloween 2(2009)
Deux ans plus tard, Loomis est en pleine tournée pour promouvoir son nouveau livre, pour être accueilli par la critique de ceux qui lui reprochent les agissements de Michael et d'exploiter la mort de ses victimes. Loomis a complètement changé de comportement, il est devenu un homme d'affaires égoïste et imbu de lui-même qui ne pense qu’à vendre des livres. Mais après avoir appris via les informations que Michael Myers est encore en vie et qu’il retient Laurie Strode dans un hangar, Loomis retrouve son bon côté et se précipite pour tenter d’arrêter le massacre. Il arrive et traverse la foule pour essayer de raisonner Michael en laissant partir Laurie. Mais Michael surprend Loomis en lui défonçant son visage et le poignardant à la poitrine.

### Halloween(2018)
On apprend que Samuel Loomis est mort de façon inconnue et a été remplacé par le docteur Ranbir Sartain, un psychologue devenu fou qui préfère étudier Michael Myers plutôt que de le tuer, ce qui finira par causer sa mort.

## Apparitions
Interprété par Donald Pleasence :
- 1978 : La Nuit des masques (VF : Claude Dasset)
- 1981 : Halloween 2 (VF : William Sabatier)
- 1988 : Halloween 4 (VF : Jacques Garcia)
- 1989 : Halloween 5 (VF : Jacques Garcia)
- 1995 : Halloween 6 (VF : Raymond Baillet)

Interprété par Malcolm McDowell :
- 2007 : Halloween (VF : Jean-Pierre Leroux)
- 2009 : Halloween II (VF : Jean-Pierre Leroux)

## Autour du personnage
- Le nom du Docteur Loomis est un hommage à Psychose (Alfred Hitchcock, 1960) dans lequel on trouve un personnage du nom de Samuel Loomis. Par ses thèmes, ses motifs (le long couteau de cuisine notamment), sa musique et sa mise en scène, Halloween, la nuit des masques s'inspire ouvertement de Psychose. De même, l'actrice principale du film, Jamie Lee Curtis n'est autre que la fille de Janet Leigh, la victime de la scène de douche de Psychose.
- Ce même nom de Loomis est également utilisé par Wes Craven dans Scream, en 1997, avec le personnage de Billy Loomis. La trilogie Scream multiplie les clins d'œil au film de John Carpenter et au personnage de Michael Myers. Dans la scène d'ouverture du premier épisode par exemple (quand le tueur demande au téléphone à sa toute première victime quel est son film d'horreur préféré, elle lui répond Halloween et lui décrit le tueur) ; ou lorsque le personnage de Randy utilise Halloween, la nuit des masques pour exposer les règles fondamentales du film d'horreur, et quand le père de la jeune fille poignardée dit à sa femme d'aller vite chez leurs voisins les McKenzie, comme Laurie le disait aux enfants à la fin de Halloween.
- Dans Fog, on peut voir une pancarte publicitaire pour l'entreprise Loomis.
- De plus, ce nom est repris par Carpenter, neuf ans plus tard, dans Prince des Ténèbres avec le père Loomis, interprété par Donald Pleasence également.
- Le choix de l'actrice Nancy Loomis dans le rôle d'Annie Brackett ne serait quant à lui que pure coïncidence.